# Randall Cunningham
Randall W. Cunningham (27 de março de 1963, Santa Bárbara, Califórnia) é um ex-jogador de futebol americano que atuava na posição de quarterback na National Football League.
Cunningham jogou futebol americano universitário pela Universidade de Nevada, Las Vegas, e depois foi selecionado na segunda rodada do Draft de 1985 da NFL pelo Philadelphia Eagles, onde ele atuou até a temporada de 1995. Ele então anunciou sua aposentadoria ao fim daquele ano, se tornando analista da TNT em 1996. No ano seguinte, contudo, ele voltou  a carreira como jogador profissional. Ele atuou pelo Minnesota Vikings (1997–1999), pelo Dallas Cowboys (2000) e pelo Baltimore Ravens (2001). Cunningham voltou para o Philadelphia Eagles para se aposentar de novo em 2002. Ele ganhou o Bert Bell Award em 1990.